# Poreč
Poreč (em italiano Parenzo; em latim Parens ou Parentium; em alemão Parenz e em grego clássico Πάρενθος) é um município na costa oeste da Ístria, na Croácia. Tem uma superfície de 139 km2, com uma linha de costa de 37 quilômetros de largura, que vai desde o Rio Mirna, perto de Novigrad, até Funtana e Vrsar, no Sul. Sua população (em 2001) era de 17 460 habitantes. A densidade demográfica é de 126 habitantes por km2. Seu principal monumento é a Basílica Eufrasiana, do século VI, um local que pertence à lista de Patrimônio Mundial da UNESCO, desde 1997.
Poreč existe há cerca de dois mil anos e se espalha por uma baía protegida do mar pela pequena ilha Sveti Nikola (São Nicolau).

## Clima
Situada na costa ocidental de Ístria e refrescada por brisas marítimas, o clima local é relativamente suave e livre do calor causticante do verão. O mês de julho é o mais quente, com temperatura máxima de 30°C, em condições de baixa umidade, enquanto que janeiro é o mais frio com temperatura média de 6°C. Há mais de 2 400 horas de sol ao ano, uma média de 10 horas ao dia, durante o verão. As temperaturas do mar podem alcançar 28°C, mais altas do que se poderia esperar, em comparação com a costa meridional da Croácia, enquanto que as temperaturas do ar são mais altas. A pluviosidade anual de 920mm é distribuída com certa regularidade por todo o ano, embora julho e agosto são meses muito secos. Os ventos são o bora, que traz o tempo frio e claro do norte no verão, e o frio siroco do Mediterrâneo, do sul, que traz a chuva. A brisa de verão que sopra da terra ao mar se chama mistral.

## Características físicas
A caverna de Baredine, o único monumento geológico aberto em Ístria, está localizado nesta região. As estalagmites na caverna são conhecidas por suas formas curiosas. Uns dizem que se parece com a Virgem Maria, outros com a Torre de Pisa. A baía de Lim é um canal do tipo fiorde de 12 km de largura, criado pelo rio Pazinčica erodido no terreno em seu caminho até o mar. Depósitos de quartzo se encontram aqui, ocasionalmente.
A paisagem é rica em vegetação mediterrânea, com bosques de pinho e arbustos verdes, na maioria das vezes de Quercus ilex e Arbutus unedo. Por gerações, a terra fértil de cor vermelho sangue (Crljenica) foi usada para a agricultura, sendo as principais culturas as de cereal, hortaliças, e azeitona. Atualmente a produção de comida orgânica é significativa, incluindo azeitonas, uvas e vinhos de qualidade como  Malvazija, Borgonja, Merlot, Pinot, Cabernet Sauvignon e Teran.